# Hyperammoniëmie
Hyperammoniëmie is een metabole verstoring gekenmerkt door te veel ammoniak of ammonium in het bloed, wat meestal wordt veroorzaakt door een verminderde ureumsynthese, hetgeen uiteindelijk kan leiden tot een hepatische encefalopathie.

## Soorten
Primair of secundairHyperammoniëmie kan een primaire of een secundaire oorzaak hebben. Bij een primaire hyperammoniëmie is er sprake van een aangeboren stofwisselingsziekte waarbij een van de enzymen van de ureumcyclus minder actief is. Bij een secundaire oorzaak gaat het om een metabole oorzaak buiten de ureumcyclus. Een voorbeeld hiervan is de ziekte van McArdle. Hierbij zijn de spieren de bron van de ammoniak. Daarnaast wordt hyperammoniëmie door uitval van cellen die bijdragen aan het metabolisme ook tot een secundaire hyperammoniëmie gerekend. Een voorbeeld hiervan is leverfalen.
Aangeboren of verworvenAangeboren hyperammoniëmie wordt meestal veroorzaakt door een genetisch defect bij een van de enzymen van de ureumcyclus. Er zijn verschillende andere aangeboren defecten die tot hyperammoniëmie kunnen leiden, maar een defect in de ureumcyclus komt het meest voor. Verworven hyperammoniëmie wordt in de meeste gevallen veroorzaakt door leverziekten.
Bij gezonde individuenOok bij gezonde mensen kan in uitzonderlijke gevallen ammoniakproductie in de spieren plaatsvinden, hoewel dit vrijwel nooit leidt tot gevaarlijke hoeveelheden ammoniak in het bloed. Tijdens extreme inspanning wordt de purine-nucleotidecyclus in werking gezet om adenosinemonofosfaat (AMP) op te ruimen en de citroenzuurcyclus opnieuw van input te voorzien. Een bijproduct van deze cyclus is ammoniak of ammonium. Daarnaast kan er bij langdurige, extreme inspanning met als gevolg een tekort aan glycogeen, een productie van ammoniak ontstaan die de productie van de purine-nucleotidecyclus overschrijdt. Vermoedelijk wordt dit veroorzaakt door deaminatie van aminozuren in de spier.

## Gevolgen
Te veel ammoniak in het bloed leidt tot hepatische encefalopathie. In de hersenen veroorzaakt ammoniak zwelling van astrocyten en stimulatie van NMDA-receptoren. Dit laatste kan leiden tot excitotoxiciteit. Stimulatie van de NMDA-receptoren zorgt ervoor dat er calciumionen (Ca2+) het neuron worden ingevoerd. Deze calciumionen zorgen ervoor dat de zenuwcel kan 'vuren'. Overstimulatie van de NMDA-receptoren door in dit geval ammoniak leidt tot te veel calciumionen in de zenuwcel. ATP wordt gebruikt om calcium uit de zenuwcel te verwijderen, maar doordat de calciumionen de productie van ATP in de mitochondria verminderen, kan er minder calcium worden gebufferd. Uiteindelijk komt er zoveel calcium in de zenuwcel dat de cel beschadigd raakt en kan afsterven. 
NMDA-receptoren komen in de hersenen vooral voor in gebieden die betrokken zijn bij cognitieve taken (zie Hersenschors). Hyperammoniëmie leidt dus tot sufheid en moeite met het uitvoeren van cognitieve taken. De zwelling van de astrocyten leidt ertoe dat ook zenuwbanen betrokken bij het gezichtsvermogen gezwollen raken. Hierdoor ontstaat er een wazig beeld (zie ook Hersenoedeem).

## Behandeling
Omdat het lichaam kampt met te veel stikstof, dient een dieet met weinig eiwit aangehouden te worden. Het toedienen van lactulose zorgt voor een daling van de pH in het colon, waardoor ammoniak wordt omgezet in het niet-absorbeerbare ammonium-ion. Deze toepassing is een niet-geregistreerd gebruik.
Wel is geregistreerd het gebruik van het antibioticum neomycine, met het doel de darmflora te veranderen.
Bij de specifieke oorzaak N-acetylglutamaatsynthetase-deficiëntie is carglumaatzuur een geregistreerd geneesmiddel.